# Per Klarberg
Per-Olof Sigfrid Klarberg, född 6 april 1965 i Fosie församling i Malmö, är en svensk politiker (sverigedemokrat), som var ordinarie riksdagsledamot 2014–2018, invald för Västra Götalands läns västra valkrets.
I riksdagen var han ledamot i trafikutskottet och suppleant i försvarsutskottet.
Klarberg är lokförare och bor i Smygehamn. Han var ledamot av kommunfullmäktige i Trelleborgs kommun 2002–2022, och oppositionsråd i kommunen 2011–2012.